# 刘翥
刘翥，湖北应城人，清朝政治人物。举人出身。
刘翥曾于1711年接替陈又良任娄县知县一职，1713年由杨士瑾接任。